# 劉含輝
劉含輝（16世紀—1645年），字四勿，陝西西安府耀州人，明朝、南明政治人物。

## 生平
崇禎元年（1628年）進士，歷官山東恩縣知縣、高唐知州，入爲吏科給事中，上言「秦中地方開採不便，請求免除陝西八年以上的通賦。」當地士兵缺乏糧餉，洪承疇兵散，他哭著向崇禎帝說：「孫傳庭兵少，請給予邊兵一萬人，春夏之際賊人飢餓、馬匹疲倦，州縣守城堡、四川兵守隘口，各督撫合力追擊，就可掃平流寇。」不被採用。崇禎十年（1637年），他彈劾鄖陽撫治陳良訓殺害良民冒領功勞，卻因為不依附宦官而十年未調官，到崇禎十六年（1643年）才得朝廷命令前往蘭州，回山西後北京已經失陷，與兒子諸生劉思遠前往福建。隆武帝起用他為兵科給事中兼大理寺丞，很快憂憤去世。